# Journal of Sex & Marital Therapy
Journal of Sex & Marital Therapy – recenzowane czasopismo naukowe publikujące prace z dziedziny seksuologii.
Wyróżnione tematy, jakie pojawiają się na łamach czasopisma obejmują:
1. Techniki terapeutyczne – wliczając w to psychofarmakologię i poradnictwo seksualne.
2. Dysfunkcje seksualne – począwszy od dyspareunii, poprzez autogynofilię, aż do pedofilii.
3. Zagadnienia teoretyczne – takie jak etyczna ocena pornografii w erze AIDS.
4. Związki małżeńskie – w tym stabilność małżeństwa i psychologiczna bliskość u kobiet wykorzystywanych jako dzieci.
5. Zagadnienia kliniczne – zaburzenia seksualne i ich związki m.in. z bezrobociem, alkoholizmem oraz starzeniem się.

Impact factor „Journal of Sex & Marital Therapy” za rok 2015 wyniósł 1,514, co dało mu:
- 17. miejsce na 43 czasopisma w kategorii „nauki o rodzinie”,
- 68. miejsce na 122 czasopisma w kategorii „psychologia kliniczna”.

Na polskiej liście czasopism punktowanych przez Ministerstwo Nauki i Szkolnictwa Wyższego z 2015 roku periodyk otrzymał 25 punktów.